# 제주시 탐라도서관
제주시 탐라도서관은 대한민국 제주특별자치도의 공공도서관이면서 제주시 서부지역의 도서관을 운영하는 지방행정부서이다.

## 연혁
지금의 제주특별자치도 제주시 일도동·이도동·삼도동 등 이른바 구제주 일대에 집중되어 있던 문화교양 시설을 연동·노형동 등의 신시가지로 분산시키고, 이 지역 주민에게 면학 공간을 제공하고자 제주시가 1989년에 개관하였다. 1990년부터 독서교실 프로그램을 운영하였으며, 1996년에 도서관 문화학교 프로그램, 2000년에는 시민정보대학을 개설하였다.
2006년 행정구조 개편에 관한 주민투표 및 제주특별자치도 설치 및 국제자유도시 조성을 위한 특별법에 의하여 제주도의 기초자치단체인 제주시, 서귀포시, 북제주군, 남제주군과 기초의회인 제주시의회, 서귀포시의회, 북제주군의회, 남제주군의회가 폐지되고, 제주시와 북제주군의 행정구역과 서귀포시와 남제주군의 행정구역을 각각 통합하여 법인격이 없는 행정시인 제주시와 서귀포시를 설치하였으며, 기초의회는 정원이 전보다 증가한 광역의회인 제주특별자치도의회로 대체되었다. 이에 따라, 도서관의 관리 주체도 제주도 제주시에서 제주특별자치도로 전환되었으며, 운영 주체도 행정체제 개편과 동시에 제주시 탐라도서관에서 제주특별자치도 사업운영본부 문화체육사업부로 전환되었다.
그러나 특별자치도가 비대해지는 것을 우려한 특별자치도의회가 특별자치도는 정책 기구로 축소하고, 행정시의 집행 기능은 강화하는 방안으로 집행 기관의 조직을 개편하면서, 집행 기구 성격의 특별자치도 사업운영본부를 6개월여만에 폐지하고, 기존 문화체육사업부의 업무는 관할 행정시장이 맡도록 조례를 개정하였다. 이로써 사업운영본부가 운영하던 여러 도서관 중 우당도서관, 탐라도서관, 애월읍도서관, 한경면도서관, 조천읍도서관, 제주 기적의 도서관의 사무가 2007년에 제주시로 이관되었다.

## 역할
탐라도서관은 자관의 운영을 통해 인근 지역 주민에게 도서관서비스를 제공하는 것은 물론 옛 북제주군의 지역의 소규모 도서관인 애월도서관과 한경도서관도 운영함으로써 제주시 서부지역 도서관 운영 주체로서의 역할을 수행하고 있다.

## 현황

### 소장 자료
2017년 1월 31일 기준 장서는 182,524책, 비도서자료는 19,146점을 소장하고 있다.

### 시설
도서관 건물은 지하 1층, 지상 3층 규모로 제주특별자치도 제주시 정존 2길 43에 위치하고 있다. 구체적인 자료실 및 편의시설 배치는 다음과 같다.
- 지하 1층 : (도서관 시설 없음)
- 1층 : 문헌정보관(1자료실, 2자료실, 참고 자료실), 어린이자료실, 특별열람실
- 1.5층 : 다목적실, 실버실, 어린이열람실, 자유열람실, 휴먼라이브러리실
- 2층 : 디지털자료실, 문헌정보관(3자료실), 보전서고, 성인열람실, 세미나실
- 3층 : 학생열람실
- 구내식당(종합편의센터) : 별관

## 이용

### 이용 시간
- 문헌정보관(1자료실, 2자료실, 3자료실) : 평일 09:00 ~ 22:00, 주말, 공휴일 09:00 ~ 18:00
- 참고 자료실, 어린이자료실, 디지털자료실 : 09:00 ~ 18:00
- 열람실 : 동절기 07:00 ~ 24:00, 하절기 06:00 ~ 24:00
- 휴관일 : 매주 금요일(단, 열람실 개방) / 네번째주 금요일 전체 휴관, 1월 1일, 설·추석 연휴, 12월 31일, 기타 관장이 필요하다고 인정하는 날

### 회원 자격
- 제주특별자치도에 주민등록이 되어 있는 도민(5세 이상)

### 자료 대출 규정
- 대출자격 : 회원증을 소지한 본인에 한해 도서 대출 / 어린이 자료는 가족회원인 경우 부모님이 자녀 회원카드로 대출 가능
- 대출권수 : 1도서관당 5권이내, 총 20권
- 대출기한 : 15일 (연장 불가)